# William Steig
William Steig, född 14 november 1907 i Brooklyn i New York, död 3 oktober 2003 i Boston, Massachusetts, var en amerikansk serietecknare, skulptör och under senare delen av hans liv författare av populär barnlitteratur. Han var tidigare mest känd för böckerna Sylvester and the Magic Pebble, Abel's Island och Doctor De Soto, men han har även skrivit och illustrerat barnboken Shrek! om den numera välkända karaktären, träsktrollet Shrek!, vilken inspirerade den populära filmserien med samma namn (Shrek).

## Böcker på svenska
- Sylvester och trollstenen (översättning Roland Adlerberth, Carlsen/if, 1972) . Ny uppl. Rabén & Sjögren, 1993, med titeln Sylvester (Sylvester and the magic pebble)
- Roland, den lilla trubaduren (översättning Camilla Gripe, Carlsen/if, 1974) (Roland, the minstrel pig)
- Doktor Dentista (översättning Susanna Hellsing, Rabén & Sjögren, 1983) (Doctor De Soto). Ny uppl. 2003 med titeln Doktor Tandis
- Salomon, den rostiga spiken (översättning Barbro Lindgren, Rabén & Sjögren, 1986) (Solomon the rusty nail)
- Modiga Molly (översättning Barbro Lindgren, Rabén & Sjögren, 1987) (Brave Irene)
- Gorkis luftfärd (översättning Susanna Hellsing, Rabén & Sjögren, 1989) (Gorky rises)
- Benet (översättning Susanna Hellsing, Rabén & Sjögren, 1990) (The amazing bone)
- Sigge surar (översättning Gun-Britt Sundström, Rabén & Sjögren, 1991) (Spinky sulks)
- Shrek!: allas skräck (översättning Lennart Hellsing, Rabén & Sjögren, 1992) (Shrek!)
- Doktor Dentista drar till Afrika (översättning Viveca Sundvall, Rabén & Sjögren, 1994) (Doctor De Soto goes to Africa)
- Pelle, var har du gömt dig? (översättning Ulrika Berg, Sjöstrand, 1998) (Toby, where are you?)

## Utmärkelser
- Caldecottmedaljen, för Sylvester och trollstenen,  1970
- Silvernålen,  1979
- National Book Award, för Doktor Dentista,  1983[6]
- Silverpenseln,  1984
- Silverpenseln,  1991

[Redigera Wikidata]